# Siegfried Hirschfeld
Siegfried Hirschfeld (* 11. April 1937; † 14. Dezember 2022) war ein deutscher Ökonom und Kommunalpolitiker (SED). In der Übergangszeit nach der Wende 1989 war er für ein halbes Jahr Oberbürgermeister von Erfurt.

## Leben
Siegfried Hirschfeld erlernte von 1951 bis 1953 den Beruf eines Möbeltischlers. 1959 begann er ein Studium der Fachschule für Finanzwirtschaft in Siebenlehn/Sachsen, das er 1960 als Finanzwirtschaftler abschloss. Danach arbeitete er bis 1965 als Abteilungsleiter Finanzen in der Stadtverwaltung der Kreisstadt Sondershausen. 1963 trat er in die SED ein. 1965 legte Hirschfeld an der Wirtschaftswissenschaftlichen Fakultät der Martin-Luther-Universität in Halle/Saale das Staatsexamen für Diplomwirtschaftler nach einem fünfjährigen Fernstudium ab. Bis 1980 war er als Stellvertreter des Vorsitzenden des Rates des Kreises Sondershausen und Vorsitzender der Kreisplankommission tätig.
1980 wählten ihn die Stadtverordneten der damaligen Bezirksstadt Erfurt zu einem Stellvertreter des Oberbürgermeisters in Erfurt. Er war zugleich Vorsitzender der Stadtplankommission. Nach dem Rücktritt von Rosemarie Seibert als Oberbürgermeisterin im Herbst 1989 wurde er am 27. November 1989 von der 225-köpfigen Stadtverordnetenversammlung von Erfurt zum Oberbürgermeister gewählt.
Er setzte sich in den Folgemonaten mit dafür ein, dass die damals neu gebildeten Parteien und Basisgruppen Mitspracherecht im Parlament erhielten, förderte den Dialog mit den Erfurter Bürgern und unterstützte maßgeblich den Beginn der Neugestaltung einer umfassenderen kommunalen Selbstverwaltung in Erfurt.
Gemeinsam mit seinen ehemaligen Kollegen des Rates der Stadt und allen Mitarbeitern im Rathaus übernahm er somit in der sehr angespannten Zeit 1989/1990 des politischen Umbruchs in der DDR die Hauptverantwortung für die Aufrechterhaltung der täglichen Funktionsfähigkeit aller städtischen Betriebe und Einrichtungen im Interesse der Erfurter Bürger. 
Zugleich unterstützte der Rat unter seiner Führung bedarfsgerecht die Neuansiedlung von Banken, Anwaltskanzleien, Versicherungen, Handelsketten sowie von Unternehmen aus dem Westen, die sich sehr schnell und sehr zahlreich auch in Erfurt ansiedeln wollten.
Am 10. Dezember 1989 bildeten 10.000 Erfurter einen sieben Kilometer langen Bürgerwall um das Andreasviertel, um die dem Verfall preisgegebenen Häuser und Wohnungen vor dem Abriss zu bewahren, da die Stadtverwaltung den Abriss von 142 Häusern mit 844 Wohnungen, von denen „57 % kein Bad oder Dusche und 439 kein Innen-WC“ hatte, beschlossene hatte, um Platz zu schaffen für den mehrgeschossigen Wohnungsbau. Obgleich Hirschfeld die Abbruchplanungen aus ökonomischen Gründen mitgetragen hatte, ließ er sich umstimmen, die Abbruchpläne zu ändern und viele der überwiegend bereits in städtischem Eigentum befindlichen Häuser an Sanierungswillige zu verkaufen. Mitte Januar wurde ein „Runder Tisch“ eingerichtet, der vier Mal tagte. Danach wurde auf Vorschlag von Hirschfeld die Stadtverordnetenversammlung und der Runde Tisch aufgelöst. Am 7. Februar 1990 wurde mit seiner Unterstützung ein Interimsparlament gebildet mit den neuen Gruppierungen und alten Parteien, zusammen 70 Abgeordnete in 13 Fraktionen. Neben den dringenden Umstrukturierungsmaßnahmen kümmerte sich Hirschfeld um eine Vertiefung der Städtepartnerschaft mit Mainz. Bereits am 29. Januar war Hirschfeld aus der SED ausgetreten. Nach den Kommunalwahlen im Frühjahr 1990 wurde Hirschfeld am 30. Mai 1990 als Oberbürgermeister verabschiedet und übergab die Amtsgeschäfte an seinen Nachfolger Manfred Ruge. Anschließend wirkte er beim Aufbau des Erfurter Finanzamts mit, arbeitete für eine Wirtschaftsauskunft und war dann zehn Jahre lang mit einem Inkassobüro selbstständig tätig.